# Даватдаров, Ибрагим-бек
Ибрагим-бек Даватдаров (азерб. İbrahim bəy Mirzə Əhməd bəy oğlu Davatdarov; 14 сентября 1851 — 3 июня 1902) — подполковник российской императорской армии.

## Биография
Ибрагим-бек Даватдаров родился 14 сентября 1851 года в селении Араблар (ныне — в Бардинском районе Азербайджана) в известной аристократической семье. Получил начальное домашнее образование.
В 1868 году поступил унтер-офицером на службу в 16-й Гренадерский Мингрельский Его Императорского Величества Великого Князя Дмитрия Константиновича полк Кавказской гренадерской дивизии. 15 сентября 1869 года поступил в Тифлисское пехотное юнкерское училище. После окончания училища в 1871 году направляется для продолжения службы в 154-й Дербентский пехотный полк.
Участник Русско-турецкой войны 1877—1878 гг. За боевые заслуги был награждён орденами Святого Владимира 4-й степени с мечами и бантом, Святой Анны 2-й степени с мечами и Святого Станислава 3-й степени с мечами и бантом.
26 февраля 1893 года Ибрагим-бек был произведен в подполковники и переведён в 7-й пехотный Ревельский полк 2-й пехотной дивизии.
С 1899 года Ибрагим-бек служил в 155-м пехотном Кубинском полку 39-й пехотной дивизии в Карсе, в должности командира 2-го батальона. 3 июня 1902 года Ибрагим-бек умер от «паралича сердца вследствие солнечного удара». Похоронили его на территории Карсской крепости.

## Награды
- Святого Владимира 4-й степени с мечами и бантом
- Святой Анны 2-й степени с мечами
- Святого Станислава 3-й степени с мечами и бантом.
- Светло-бронзовая медаль в память войны 1877—1878 годов
- Серебряная на Александровской ленте медаль в память царствования Александра III

## Семья
В 1889 году женился на Гамиде Джаваншир; дочь Мина, сын Музаффар.